# Sebastian Wiegärtner
Sebastian Wiegärtner (* 5. August 1983 in Pegnitz) ist ein deutscher Kameramann.

## Leben
Sebastian Wiegärtner kam über seine eigene Werbeagentur zum Film. Seit 2009 arbeitete er an Werbefilmproduktionen im In- und Ausland. 2013 lernte er den Regisseur Marco Serafini bei einem Werbefilmdreh kennen, mit dem er seither regelmäßig bei Spielfilmproduktionen zusammenarbeitet. Zu seinen Arbeiten gehören Fernsehfilme wie auch Episoden von Inga Lindström und Rosamunde Pilcher. Seit 2016 ist er als Kameramann Mitglied im Berufsverband Kinematografie.

## Filmografie (Auswahl)
- 2014: Die Hochzeit meiner Schwester
- 2015: Inga Lindström: Süße Leidenschaft
- 2015: Inga Lindström: Die Kinder meiner Schwester
- 2015: Rosamunde Pilcher: Liebe, Diebe, Diamanten
- 2016: Inga Lindström: Liebe lebt weiter
- 2016: Rosamunde Pilcher: Erdbeeren im Frühling
- 2017: Rosamunde Pilcher: Wie von einem anderen Stern
- 2017: Rosamunde Pilcher: Fast noch verheiratet
- 2017: Inga Lindström: Das Haus am See
- 2017: Rosamunde Pilcher: Der Geist von Cassley
- 2018: Rosamunde Pilcher: Das Vermächtnis meines Vaters
- 2018: Rosamunde Pilcher: Das Geheimnis der Blumeninsel
- 2019: Inga Lindström: Auf der Suche nach dir
- 2019: Rosamunde Pilcher: Die Braut meines Bruders
- 2019: Rosamunde Pilcher: Der magische Bus
- 2020: Inga Lindström: Feuer und Glas
- 2020: Inga Lindström: Liebe verjährt nicht
- 2021: Inga Lindström: Hochzeitsfieber
- 2021: Inga Lindström: Rosenblüten im Sand
- 2021: Rosamunde Pilcher: Im siebten Himmel
- 2022: Inga Lindström: Fliehende Pferde in Sörmland
- 2022: Inga Lindström: Jemand liebt dich
- 2023: Inga Lindström: Hanna und das gute Leben
- 2023: Inga Lindström: Einfach nur Liebe
- 2024: Inga Lindström: Die vergessene Hochzeit
- 2025: Inga Lindström: Das Flüstern der Pferde